# Mimulus angustatus
Espèce
Mimulus angustatus est une espèce de Mimulus (parfois appelées « mimules ») connue en anglais sous les noms de purplelip pansy monkeyflower et de narrowleaf pansy monkeyflower. Elle est endémique de la Californie où sa distribution s'étend des Chaînes côtières californiennes à travers la vallée de San Joaquin et une section de la Sierra Nevada. Elle pousse dans les habitats humides ouverts comme les eaux temporaires et les prairies parfois en recouvrant le sol avec ses petites fleurs roses. Il s'agit d'une petite plante annuelle qui pousse au niveau du sol en touffes avec une tige de l'épaisseur d'un cheveu et d'à peine un centimètre de haut. Son feuillage est vert à rougeâtre. Ses feuilles sont en paires linéairement et ont une longueur de un à trois centimètres. La base tubulaire de la fleur est entourée par un calice poilu verdâtre à rouge de sépales. Le corolle de la fleur est rose pâle brillant à pourpre rougeâtre avec une ou plusieurs grosses taches pourpres et, parfois, des marques jaunes dans la gorge. Le corolle à forme de trompette peut mesurer plusieurs centimètres de long en étant bien plus long que la tige qui le porte.